# Robert Hayem
Pour l’article homonyme, voir Hayem.
Robert Hayem, né le  26 septembre 1914 à Metz, mort le 8 juillet 2004 à Metz, à 89 ans, est un haut fonctionnaire français. Il a eu un rôle décisif comme préfet des Ardennes en facilitant des regroupements d'agglomérations.

## La captivité durant la Seconde Guerre mondiale et le retour
Sa famille est issue d'une communauté juive installée depuis plusieurs générations aux portes de Metz. Son père était boucher. Le grand-père était très pratiquant, le père beaucoup plus tiède. Il avait deux étals, réservant dans l'un de la viande caschère aux membres pratiquants de la communauté, et proposant dans l'autre de la viande non-caschère.
Lui-même est diplômé d'Études supérieures de droit public et d'économie. En captivité pendant la Seconde Guerre mondiale, il intègre l'administration, à son retour en 1945. Après quelques années au ministère de l'Intérieur, il revient à Metz comme secrétaire du centre administratif et technique de la 6e région, puis comme secrétaire général de la préfecture.

## Préfet des Ardennes
Il devient préfet en 1962, ou plus exactement administrateur civil hors cadre détaché en qualité de préfet, et est nommé dans les Ardennes.
Dès son arrivée, il doit préparer une visite en Ardennes du président de la République, le général de Gaulle, effectuée les 22 et 23 avril 1963.
En septembre 1965, il accueille et accompagne le premier ministre Georges Pompidou qui visite Sedan, Charleville et Mézières, passant d'usines à des nouveaux immeubles d'habitations, à une école, une exposition sur Rimbaud, etc.
En tant que préfet, Robert Hayem s’emploie notamment à faciliter les fusions communales pour harmoniser le tissu urbain, prendre en compte l'extension de cette urbanisation et disposer de communes plus fortes. Il se fait ainsi le relais d'une politique de regroupement des communes lancée par le ministre de l'intérieur, Roger Frey, notamment à travers sa circulaire 223 du 18 avril 1964. En octobre 1964, Cheveuges et Saint-Aignan fusionnent, en novembre de la même année, c'est Connage et Chémery; en décembre, c'est Sedan et Frénois; au printemps 1965, c'est Mouzon et Villemontry; en octobre 1966, c'est Chémery et Malmy.
Mais l'opération la plus spectaculaire concerne le chef-lieu du département et quatre autres communes adjacentes. La fusion de Charleville et de Mézières n'est pas une idée récente. Le premier préfet des Ardennes, sous le Premier Empire, Joseph Frain, l'avait déjà envisagé en avril 1805 et projetait d'appeler la cité Napoléonville-sur-Meuse ou Napoléonville-en-Ardenne. Mais le projet était resté dans les cartons. Régulièrement resoulevé et débattu depuis, il avance à grands pas grâce à la volonté du maire de Charleville, André Lebon, et du préfet Hayem. En janvier 1965, Mézières se réunit avec Le Theux. En juillet 1966, le décret fusionnant Charleville, Mézières, Mohon, Montcy-Saint-Pierre et Etion est publié au Journal Officiel. Et la fusion est effective le premier octobre 1966.

« Cette fusion, chacun le sait ici et autour de nous, est parfaitement exceptionnelle. Jamais encore en France, des villes que tout liait comme les nôtres mais pour chacune desquelles le lien était en même temps obstacle- jamais encore des villes n'avaient accepté de s'unir comme vous l'avez fait dans l'intérêt d'une collectivité plus ample et plus vaste, puisque cette fusion, si vous la voulez pour tous ceux qui naturellement vivent  dans l'agglomération - vous l'avez consentie et acceptée avant tout parce que vous aviez la certitude qu'elle servirait l'ensemble du département. »

— Robert Hayem, Discours du 1er octobre 1966 à l'hôtel de ville de Charleville-Mézières.
La veille, le journal l'Ardennais avait publié un numéro spécial avec en Une le titre : « Demain, les Ardennes se donnent une capitale ». Et à gauche de cette Une, un éditorial de Robert Hayem sur cet acte décisif.
Quelques mois plus tard, il procède également par arrêté préfectoral du 10 novembre 1966 à la création d'une nouvelle commune, Bogny-sur-Meuse, fusion de Braux, Château-Regnault et Levrezy.
S'il réussit à anticiper, de manière particulièrement intéressante pour le département, le nécessaire regroupement de  collectivités municipales, très segmentées en France, le préfet Hayem est également confronté, comme ses collègues, à l'évolution de la société française. Plus du tiers de la population a moins de 20 ans, les mœurs et les modes de vie évoluent. Les médias prennent une importance très forte, même si la télévision est encore sous contrôle. S'y ajoute dans les Ardennes une puissance numérique du monde ouvrier. Le pouvoir gaullien en place depuis une petite dizaine d'années est conscient des adaptations requises, mais les entreprend de manière maladroite et relativement autoritaire, en procédant par ordonnances. Le 17 mai 1967, une grève générale de 24 heures et des manifestations sont déclenchées à l’appel de la CGT, de la CFDT, de FO et de la FEN contre les pouvoirs spéciaux et pour la défense de la sécurité sociale. L’UNEF est associée aux manifestations. Cette grève générale est bien suivie dans les Ardennes, dans le secteur privé comme dans le secteur public : « La grève générale a paralysé l'activité départementale ». Mais cette grève constitue le point de départ d'un conflit local touchant une entreprise du groupe Nestlé, la SOPAD (Société de Produits Alimentaires et Diététiques), à Attigny. 28 ouvriers d'une laiterie sont licenciés pour avoir fait grève le 17 mai. Ce déni du droit de grève crée une forte émotion. Les syndicats, les élus locaux et le député du PS, soutiennent les ouvriers licenciés et demandent à l'inspection du travail d'intervenir. François Mitterrand cite cette situation dans une de ses interventions à l'Assemblée Nationale. Une solidarité et des manifestations s'organisent. L'usine est bloquée. Le préfet Hayem rencontre les organisations le 3 juin pour calmer les esprits, en promettant d'obtenir une reprise des négociations avec la Direction. Ces négociations s'ouvrent effectivement. Le dénouement est communiqué dans le journal L'Ardennais des 10 et 11 juin : « 13 licenciés de la SOPAD reprendront le travail lundi ». Une réintégration rare dans ce type de conflit. Mais c'est la Direction générale de la SOPAD  qui a effectué unilatéralement la sélection des bénéficiaires de cette mesure d'apaisement. La conclusion est donnée par Le Canard enchaîné qui relate l'affaire quelques jours plus tard et termine ainsi :
« Comme on le voit, dans la laiterie, il ne s'agit pas seulement de traire mais d'arbitraire ... ».

## Parcours complémentaire
Il devient préfet de Vaucluse en août 1967. Puis préfet de l'Eure en juillet 1970, jusqu'en juillet 1974, enfin préfet de la Haute-Savoie jusqu'à sa retraite prise en 1977.
En marge de ses fonctions au sein du corps préfectoral, il a fondé l'Association mosellane pour la conservation du patrimoine juif, et a œuvré pour faciliter les relations entre les communautés catholiques et juives en France, notamment au sein de l'Amitié judéo-chrétienne de France.

## Récompenses et distinctions

### Décorations
- Chevalier de la Légion d'honneur.
- Officier de l'Ordre national du Mérite.